# These Systems Are Failing
These Systems Are Failing je studiové album amerického hudebníka Mobyho. Jde o jeho první desku s projektem The Void Pacific Choir. Vydáno bylo 14. října 2016. Vydání alba bylo oznámeno v září 2016, kdy byla rovněž představena píseň „Are You Lost in the World Like Me?“. Moby již v minulosti vydal několik písní v rámci projektu The Void Pacific Choir (tato nahrávka je však prvním albem, předtím šlo pouze o jednotlivé písně).

## Seznam skladeb
| Pořadí         | Název                              | Délka |
| -------------- | ---------------------------------- | ----- |
| 1.             | Heyǃ Hey!                          | 4:23  |
| 2.             | Break.Doubt                        | 4:12  |
| 3.             | I Wait for You                     | 3:59  |
| 4.             | Don't Leave Me                     | 4:38  |
| 5.             | Erupt and Matter                   | 4:09  |
| 6.             | Are You Lost in the World Like Me? | 4:26  |
| 7.             | A Simple Love                      | 4:39  |
| 8.             | The Light Is Clear in My Eyes      | 3:27  |
| 9.             | And It Hurts                       | 1:53  |
| Celková délka: | Celková délka:                     | 35:46 |

| Bonusy z deluxe edice | Bonusy z deluxe edice | Bonusy z deluxe edice |
| Pořadí                | Název                 | Délka                 |
| --------------------- | --------------------- | --------------------- |
| 1.                    | Almost Loved          | 5:05                  |
| 2.                    | The Nighttime         | 4:10                  |
| 3.                    | Dark Star             | 3:47                  |
| Celková délka:        | Celková délka:        | 13:02                 |